# 378
378（三百七十八、さんびゃくななじゅうはち）は自然数、また整数において、377の次で379の前の数である。

## 性質
- 378は合成数であり、約数は1, 2, 3, 6, 7, 9, 14, 18, 21, 27, 42, 54, 63, 126, 189, 378である。
  - 約数の和は960。
  - 90番目の過剰数である。1つ前は372、次は380。
  - 16個の約数をもつ10番目の数である。1つ前は330、次は384。
- 378 = 1 + 2 + 3 + 4 + 5 + 6 + 7 + 8 + 9 + 10 + … + 26 + 27
  - 27番目の三角数である。1つ前は351、次は406。
    - 三角数が過剰数になる8番目の数である。1つ前は300、次は528。(オンライン整数列大辞典の数列 A074315)
    - 三角数がハーシャッド数になる15番目の数である。1つ前は351、次は465。
    - 3つの正の数の立方数の和で表せる10番目の三角数である。1つ前は253、次は496。(オンライン整数列大辞典の数列 A119977)
    - 378 = 78 + 300
      - 2つの異なる三角数の和で表せる12番目の三角数である。1つ前は351、次は406。(オンライン整数列大辞典の数列 A112352)

  - 14番目の六角数である。1つ前は325、次は435。
- 378 = 2 × 33 × 7
  - 3つの異なる素因数の積で p3 × q × r の形で表せる7番目の数である。1つ前は312、次は408。(オンライン整数列大辞典の数列 A189975)
  - 15番目のスミス数である。1つ前は355、次は382。(2 + 3 × 3 + 7 = 3 + 7 + 8)
- 102番目のハーシャッド数である。1つ前は375、次は392。
  - 18を基としたとき3番目のハーシャッド数である。1つ前は288、次は396。
- 378の3と7の間にいくつでも0を入れても全て27の倍数となる。(3078 = 27×114、30078 = 27×1114、300078 = 27×11114…)となる。
- 約数の和が378になる数は2個ある。(160, 212) 約数の和2個で表せる28番目の数である。1つ前は342、次は390。
- 各位の和が18になる8番目の数である。1つ前は369、次は387。
- 各位の平方和が122になる最小の数である。次は387。(オンライン整数列大辞典の数列 A003132)
  - 各位の平方和が n になる最小の数である。1つ前の121は269、次の123は577。(オンライン整数列大辞典の数列 A055016)
- 378 = 12 + 42 + 192 = 12 + 112 + 162 = 32 + 122 + 152 = 52 + 82 + 172
  - 3つの平方数の和4通りで表せる31番目の数である。1つ前は371、次は387。(オンライン整数列大辞典の数列 A025324)
  - 異なる3つの平方数の和4通りで表せる19番目の数である。1つ前は371、次は386。(オンライン整数列大辞典の数列 A025342)
- 4つの平方数の和24通りで表せる最小の数である。次は495。
  - 4つの平方数の和 n 通りで表せる最小の数である。1つ前の23通りは462、次の25通りは490。(オンライン整数列大辞典の数列 A025416)
- 378 = 23 + 33 + 73
  - 3つの正の数の立方数の和1通りで表せる51番目の数である。1つ前は375、次は397。(オンライン整数列大辞典の数列 A025395)
  - 異なる3つの正の数の立方数の和1通りで表せる22番目の数である。1つ前は371、次は405。(オンライン整数列大辞典の数列 A025399)
  - n = 2 のときの 2n + 3n + 7n の値とみたとき1つ前は62、次は2498。(オンライン整数列大辞典の数列 A074529)
- 378 = 43 + 43 + 53 + 53
  - 4つの正の数の立方数の和で表せる89番目の数である。1つ前は376、次は379。(オンライン整数列大辞典の数列 A003327)
- n = 378 のとき n と n + 1 を並べた数を作ると素数になる。n と n + 1 を並べた数が素数になる45番目の数である。1つ前は368、次は390。(オンライン整数列大辞典の数列 A030457)

## その他 378 に関連すること
- 国際電話番号の378は、サンマリノ。
- スミス(USS Smith, DD-378)は、アメリカ海軍の駆逐艦。
- ウェイス(USS Weiss, DE-378)は、アメリカ海軍の護衛駆逐艦。 （未建造）
- メロ(USS Mero, SS-378)は、アメリカ海軍の潜水艦。